# Gregorio di Valencia
Gregorio di Valencia (Medina del Campo, 1550 circa – Napoli, 25 aprile 1603) è stato un umanista spagnolo e professore all'università di Ingolstadt.

## Biografia
Nato a Medina del Campo nel marzo 1549, si fece gesuita nel 1565 a Salamanca, e Francesco Borgia lo chiamò a Roma, non ancora sacerdote, a insegnare filosofia nel Collegio Romano. La fama del suo straordinario sapere in età così giovanile lo fece desiderare in Germania, Polonia e Francia: fu concesso alla prima di queste nazioni e per quasi un quarto di secolo insegnò teologia prima a Dillingen, poi a Ingolstadt, finché Clemente VIII nel 1598 lo richiese per la cattedra della stessa materia nel Collegio Romano. Qui fu anche prefetto degli studi e per ordine del papa divenne quasi il protagonista delle celebri dispute della Congregazione de Auxiliis. La difesa delle proposizioni di Luis de Molina lo affaticò talmente, che sul cadere del 1602 si ammalò gravemente e il 25 aprile 1603 morì a Napoli, dove quello stesso anno si era recato per tentare di rimettersi in forze.
Molti e pregevoli per sicurezza di dottrina, profondità, chiarezza ed eleganza d'esposizione sono i volumi e gli opuscoli nei quali il Valencia trattò da insigne maestro la teologia scolastica positiva e polemica. Primeggiano tra le sue opere i Commentarii theologici alla Summa Theologiae di Tommaso d'Aquino in quattro tomi, venuti in luce dapprima nel 1591 e ristampati più volte appresso, sino al 1792, in Germania, Italia e Francia.
Gregorio di Valencia riformò gli studi teologici nelle università tedesche ed ebbe tra i suoi discepoli teologi come Adam Tanner e Jacob Gretser.

## Opere

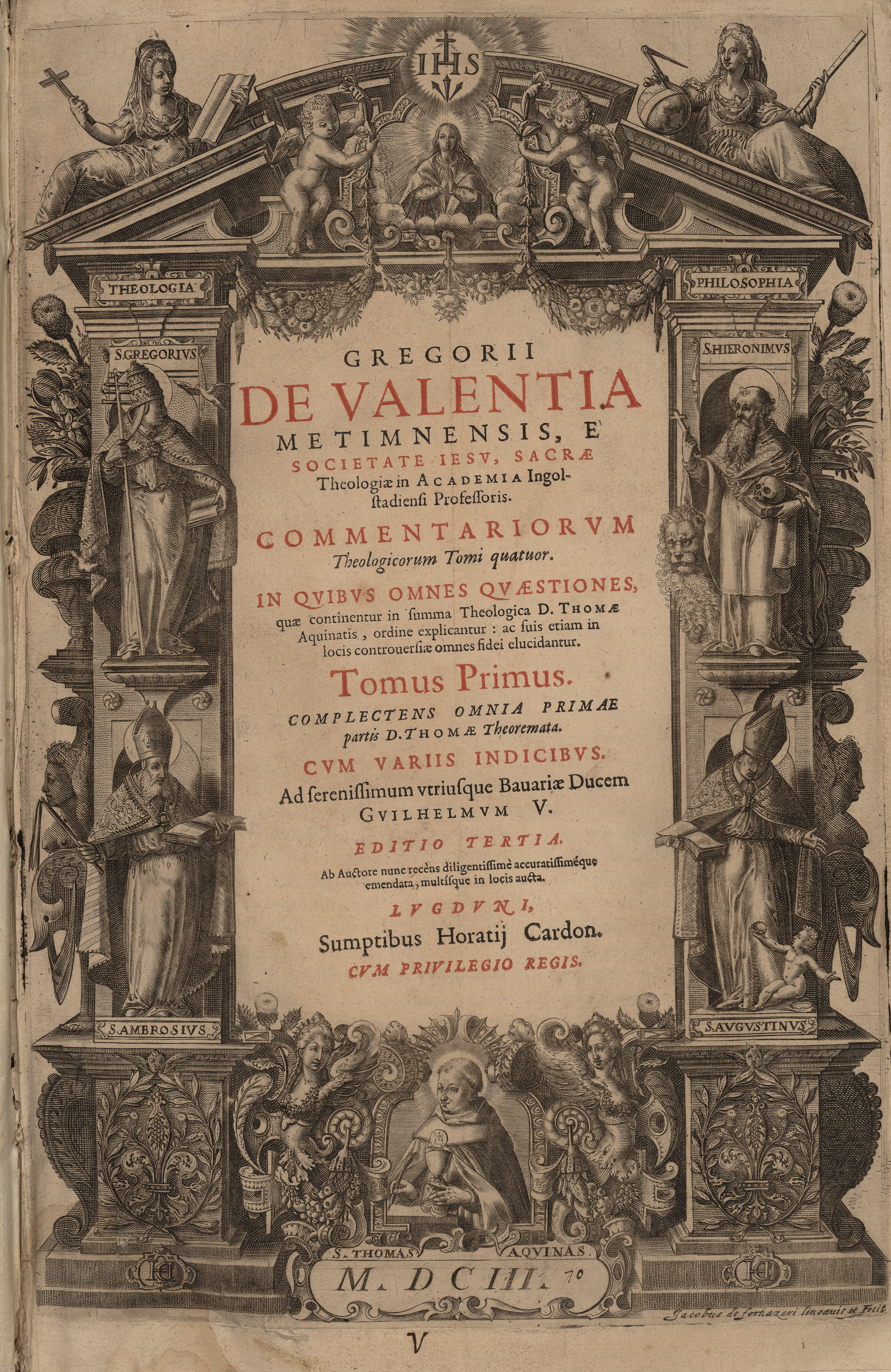
Commentarii theologici, 1603

- (LA) De rebus fidei hoc tempore controversis, Lugduni, Guillaume Rouillé, 1591.
- (LA) Commentarii theologici, vol. 1, Lugduni, Horace Cardon, Guichard Julliéron, 1603.
- (LA) Commentarii theologici, vol. 2, Lugduni, Horace Cardon, Guichard Julliéron, 1603.
- (LA) Commentarii theologici, vol. 3, Lugduni, Horace Cardon, Guichard Julliéron, 1603.